# غوركا سانتاماريا
غوركا سانتاماريا (بالإسبانية: Gorka Santamaría) هو لاعب كرة قدم إسباني في مركز الهجوم، ولد في 3 يوليو 1995 في بلباو في إسبانيا. لعب مع أتلتيك بيلباو ب وأتلتيك بيلباو ونادي باسكونيا.

## وصلات خارجية
- غوركا سانتاماريا على موقع قاعدة بيانات كرة القدم.إي يو (الإنجليزية)
- غوركا سانتاماريا على موقع Soccerway.com (الإنجليزية)
- غوركا سانتاماريا على موقع عالم كرة القدم.نت (الإنجليزية)
- غوركا سانتاماريا على موقع AS.com (الإسبانية)